# Universidade de Hertfordshire
A Universidade de Hertfordshire é uma universidade pública de pesquisa localizada em Hertfordshire, Reino Unido. A universidade se baseia em grande parte em Hatfield. Sua instituição antecessora, o Hatfield Technical College, foi fundado em 1952 e foi identificado como uma das 25 faculdades de tecnologia no Reino Unido em 1959. Em 1992, foi concedido o status de universidade pelo governo britânico ao Hatfield Polytechnic e, posteriormente rebatizado para Universidade de Hertfordshire.

## Fotografia de oito anos de exposição
Em 2020, o Observatório da Universidade de Hertfordshire comemorou seu 50º aniversário, e revelou uma fotografia que teve o tempo de exposição de oito anos, quebrando o recorde de exposição mais longa. A artista, Regina Valkenborgh, era estudante de mestrado em agosto de 2012, quando prendeu a câmera pinhole no domo de um dos telescópios do observatório. A câmera foi então esquecida, e redescoberta em setembro de 2020 por um técnico do observatório. A fotografia registrou o caminho que o sol percorreu no céu durante os 2 953 dias em que o filme ficou exposto.